# Варэнокваам
Варэнокваам (устар. — Варынокваам) — река на Дальнем Востоке России. Протекает по территории Анадырского района Чукотского автономного округа. Длина реки составляет 54 км.
Вероятно название произошло от чук. Въарэннонваам — «река среди горной развилки».
Берёт истоки на северном склоне безымянной горы (1001 м) Корякского нагорья, впадает в Анадырь, являясь её правым притоком. Практически на всём своём протяжении протекает в узкой межгорной впадине. В среднем течении на реке находится наледь.
Имеет несколько притоков, крупнейший из которых — Нижний Варэнокваам.